# Arrhenechthites alba
Arrhenechthites alba là một loài thực vật có hoa trong họ Cúc. Loài này được J.Kost. mô tả khoa học đầu tiên năm 1970.